# Езеккаси
Езекка́си (рос. Эзеккасы, чув. Еçейкасси) — присілок у складі Чебоксарського району Чувашії, Росія. Входить до складу Абашевського сільського поселення.
Населення — 76 осіб (2010; 93 у 2002).
Національний склад:
- чуваші — 98 %